# نيكولا مورو
نيكولا مورو (بالإيطالية: Nicola Murru)‏ (16 ديسمبر 1994 كالياري إيطاليا - ) هو لاعب كرة قدم إيطالي، يلعب كمدافع.

## روابط خارجية
- نيكولا مورو على موقع الاتحاد الأوربي (الإنجليزية)
- نيكولا مورو على موقع إي إس بي إن إف سي (الإنجليزية)
- نيكولا مورو على موقع قاعدة بيانات كرة القدم.إي يو (الإنجليزية)
- نيكولا مورو على موقع Soccerway.com (الإنجليزية)
- نيكولا مورو على موقع عالم كرة القدم.نت (الإنجليزية)
- نيكولا مورو على موقع AS.com (الإسبانية)